# Élections législatives de 1956 dans l'Aude
Les élections législatives françaises de 1956 se déroulent le 2 janvier 1956. Dans le département de l'Aude, quatre députés sont à élire.

## Système électoral
Les élections législatives ont lieu au scrutin proportionnel plurinominal suivant la règle de la plus forte moyenne dans le cadre départemental, sans panachage.
Le vote préférentiel est admis, en inscrivant un numéro d'ordre en face du nom d'un, de plusieurs, ou de tous les candidats de la liste. Mais l'ordre ne peut être modifié que si au moins la moitié des suffrages portés sur la liste est numérotée (dans les faits les modifications ne dépassent jamais les 7 %). Le total des voix d'une liste correspond ainsi généralement à la moyenne des suffrages recueillis par chacun de ses membres, d'où la légère différence entre le nombre total de voix comptées et le nombre effectif de suffrages exprimés.
La loi électorale du 7 mai 1951 permet à plusieurs listes de s'apparenter entre elles avant le déroulement du scrutin, pour peu qu'elles se rattachent à un des « partis ou groupements nationaux » reconnus par le Ministère de l'Intérieur. Si la somme des voix obtenues par l'apparentement obtient une majorité absolue des suffrages exprimés, ces listes se partagent l’ensemble des sièges à pourvoir. Dans le cas contraire, les sièges sont répartis entre l'ensemble des listes, apparentées ou non, suivant la méthode de la plus forte moyenne. Les apparentements sont autorisés dans 95 des 103 circonscriptions métropolitaines, seuls les départements de la Seine et de la Seine-et-Oise en étant exclus.

## Listes et candidats

### Listes en présence
| Liste             | Liste                                                                 | Liste                                                                 | Liste                                                                 | Parti | Tête de liste   |
| ----------------- | --------------------------------------------------------------------- | --------------------------------------------------------------------- | --------------------------------------------------------------------- | ----- | --------------- |
|                   | Liste du Parti Communiste Français                                    | Liste du Parti Communiste Français                                    | Liste du Parti Communiste Français                                    | PCF   | Félix Roquefort |
|                   |                                                                       |                                                                       |                                                                       |       |                 |
|                   |                                                                       |                                                                       | Liste du Parti Socialiste SFIO                                        | SFIO  | Georges Guille  |
|                   | Liste du Parti Républicain Radical et Radical-Socialiste              | RAD                                                                   | Alexis Fabre                                                          |       |                 |
| Apparentement n°1 |                                                                       |                                                                       |                                                                       |       |                 |
|                   |                                                                       |                                                                       |                                                                       |       |                 |
|                   | Liste d'Action Sociale Familiale et Rurale                            | Liste d'Action Sociale Familiale et Rurale                            | Liste d'Action Sociale Familiale et Rurale                            | MRP   | Albert Gau      |
|                   | Liste d'Union et de Fraternité Française présentée par Pierre Poujade | Liste d'Union et de Fraternité Française présentée par Pierre Poujade | Liste d'Union et de Fraternité Française présentée par Pierre Poujade | UFF   | Adrien Salvetat |

## Campagne
À l'aune du résultat des législatives de 1951, le Front républicain peut espérer atteindre la majorité absolue dans l'Aude, et donc emporter tous les sièges. Le Parti socialiste SFIO, tout particulièrement, dispose de solides positions dans un département où il réunit constamment un tiers des suffrages exprimés depuis la Libération.
Le Parti communiste français présente une liste isolée, sa proposition d'alliance ayant été rejetée par la SFIO. Seul l'échec de l'apparentement socialiste-radical peut donc permettre l'élection d'un communiste.
Le Mouvement républicain populaire, est pour sa part le seul représentant de la majorité sortante dans le département, tant les indépendants-paysans que les républicains sociaux ayant renoncé à présenter une liste. Le MRP, en déclin dans l'Aude depuis 1946, ne peut compter que sur le ralliement des électeurs de droite pour sauver le siège de son député sortant, l'abbé Albert Gau.

## Résultats

### Élus
| Parti        | Parti | Député sortant | Groupe | Groupe | Parti | Parti | Député élu      | Groupe | Groupe |
| ------------ | ----- | -------------- | ------ | ------ | ----- | ----- | --------------- | ------ | ------ |
|              | SFIO  | Georges Guille |        | SOC    |       | SFIO  | Georges Guille  |        | SOC    |
| Francis Vals | SFIO  | Francis Vals   |        | SOC    |       | SFIO  |                 |        | SOC    |
|              | RAD   | Alexis Fabre   |        | RRRS   |       | PCF   | Félix Roquefort |        | COM    |
|              | MRP   | Albert Gau     |        | MRP    |       | UFF   | Adrien Salvetat |        | UFF    |

### Résultats par liste
| Parti Liste                                                           | Parti Liste              | Parti Liste              | Parti Liste              | Liste                    | Liste   | Liste | Liste | Sièges | Sièges |  |
| Parti Liste                                                           | Parti Liste              | Parti Liste              | Parti Liste              | Tête de liste            | Voix    | %     | +/-   | Total  | +/-    |  |
| --------------------------------------------------------------------- | ------------------------ | ------------------------ | ------------------------ | ------------------------ | ------- | ----- | ----- | ------ | ------ |  |
|                                                                       |                          |                          | SFIO                     | Georges Guille           | 42 650  | 31,47 | +1,01 | 2      | 0      |  |
| Liste du Parti Socialiste SFIO                                        |                          |                          |                          |                          |         |       |       |        |        |  |
|                                                                       | RAD                      | Alexis Fabre             | 20 368                   | 15,03                    | −6,14   | 0     | −1    |        |        |  |
| Liste du Parti Républicain Radical et Radical-Socialiste              |                          |                          |                          |                          |         |       |       |        |        |  |
| Apparentement n°1                                                     | Apparentement n°1        | Apparentement n°1        | Apparentement n°1        | 63 018                   | 46,50   | −5,13 | 2     | −1     |        |  |
|                                                                       |                          |                          |                          |                          |         |       |       |        |        |  |
|                                                                       | PCF                      | PCF                      | PCF                      | Félix Roquefort          | 31 914  | 23,55 | −2,44 | 1      | +1     |  |
| Liste du Parti Communiste Français                                    |                          |                          |                          |                          |         |       |       |        |        |  |
|                                                                       | UFF                      | UFF                      | UFF                      | Adrien Salvetat          | 24 341  | 17,96 | Nv    | 1      | Nv     |  |
| Liste d'Union et de Fraternité Française présentée par Pierre Poujade |                          |                          |                          |                          |         |       |       |        |        |  |
|                                                                       | MRP                      | MRP                      | MRP                      | Albert Gau               | 15 305  | 11,29 | −1,38 | 0      | −1     |  |
| Liste d'Action Sociale Familiale et Rurale                            |                          |                          |                          |                          |         |       |       |        |        |  |
|                                                                       |                          |                          |                          |                          |         |       |       |        |        |  |
| Somme                                                                 | Somme                    | Somme                    | Somme                    | Somme                    | 134 578 | 98,30 |       |        |        |  |
| Votes exprimés                                                        | Votes exprimés           | Votes exprimés           | Votes exprimés           | Votes exprimés           | 135 518 | 78,77 |       |        |        |  |
| Votes blancs et nuls                                                  | Votes blancs et nuls     | Votes blancs et nuls     | Votes blancs et nuls     | Votes blancs et nuls     | 3 393   | 1,97  |       |        |        |  |
| Total                                                                 | Total                    | Total                    | Total                    | Total                    | 138 911 | 80,74 | +3,73 | 4      | 0      |  |
| Abstentions                                                           | Abstentions              | Abstentions              | Abstentions              | Abstentions              | 33 132  | 19,26 |       |        |        |  |
| Inscrits / Participation                                              | Inscrits / Participation | Inscrits / Participation | Inscrits / Participation | Inscrits / Participation | 172 043 | 100   |       |        |        |  |

### Résultats par parti et coalition
| Parti et coalition       | Parti et coalition            | Parti et coalition            | Parti et coalition              | Voix    | %     | +/-   | Sièges | +/- |
| ------------------------ | ----------------------------- | ----------------------------- | ------------------------------- | ------- | ----- | ----- | ------ | --- |
|                          |                               |                               | Parti socialiste SFIO           | 42 650  | 31,47 | +1,01 | 2      | 0   |
|                          | Parti radical                 | 20 368                        | 15,03                           | −6,14   | 0     | −1    |        |     |
| Front républicain        | Front républicain             | Front républicain             | 63 018                          | 46,50   | −5,13 | 2     | −1     |     |
|                          |                               |                               |                                 |         |       |       |        |     |
|                          | Parti communiste français     | Parti communiste français     | Parti communiste français       | 31 914  | 23,55 | −2,44 | 1      | +1  |
|                          | Union et fraternité française | Union et fraternité française | Union et fraternité française   | 24 341  | 17,96 | Nv    | 1      | Nv  |
|                          |                               |                               |                                 |         |       |       |        |     |
|                          |                               |                               | Mouvement républicain populaire | 15 305  | 11,29 | −1,38 | 0      | −1  |
| Centre droit             | Centre droit                  | Centre droit                  | 15 305                          | 11,29   | −3,89 | 0     | −1     |     |
|                          |                               |                               |                                 |         |       |       |        |     |
| Somme                    | Somme                         | Somme                         | Somme                           | 134 578 | 98,30 |       |        |     |
| Votes exprimés           | Votes exprimés                | Votes exprimés                | Votes exprimés                  | 135 518 | 78,77 |       |        |     |
| Votes blancs et nuls     | Votes blancs et nuls          | Votes blancs et nuls          | Votes blancs et nuls            | 3 393   | 1,97  |       |        |     |
| Total                    | Total                         | Total                         | Total                           | 138 911 | 80,74 | +3,73 | 4      | 0   |
| Abstentions              | Abstentions                   | Abstentions                   | Abstentions                     | 33 132  | 19,26 |       |        |     |
| Inscrits / Participation | Inscrits / Participation      | Inscrits / Participation      | Inscrits / Participation        | 172 043 | 100   |       |        |     |

### Cartes

Liste en tête dans chaque canton.
Bloc en tête dans chaque canton.

## Analyse
Avec 46,50 % des suffrages exprimés le Front républicain n'atteint pas la majorité absolue, les pertes enregistrées par la liste radicale ayant été plus importantes que les gains socialistes. Si les deux sortants SFIO sont réélus, le député radical Alexis Fabre doit ainsi céder son siège au communiste Félix Roquefort.
L'essentiel de l'électorat de droite et une partie de l'électorat radical s'est porté sur la liste poujadiste qui, avec 17,96 % des suffrages, fait élire Adrien Salvetat aux dépens du MRP Albert Gau.